# توني فيريل
توني فيريل (بالفرنسية: Tony Vairelles) (10 أبريل 1973 في نانسي) لاعب كرة قدم فرنسي يلعب حاليا في نادي دوديلانغ من لوكسمبورغ في مركز المهاجم .

## المسيرة الرياضة مع الأندية
المهاجم الموهوب لعب في الكثير من الأندية بداية من النادي الذي نشأ فيه وهو نادي نانسي ثم انتقاله إلى نادي لنس سنة 1995 . بعد مرور 4 سنوات استطاع أن يحقق بطولة دوري الدرجة الأولى وبطولة كأس الدوري الفرنسي قرر الانضمام إلى نادي ليون ولكنه لم يستطع إبهار المسئولين هناك فتمت إعارته 3 مرات في 3 سنوات إلى أندية بوردو ، باستيا، ولنس وأخيرا تم بيعه على نادي رين في صيف سنة 2003 . منذ ذلك الوقت فهو يغير النادي كل سنة حيث انضم إلى أندية باستيا، ليرس، تورز، وسيركل أثلتيك باستيا . بعد انتهاء العقد الذي يربطه بالنادي الأخير سنحت له فرصة خوض تجربة الاحتراف في الدوري الأمريكي مع نادي تورونتو ولكنه فشل في إبهار المدرب لينجح في الانضمام إلى نادي دوديلانغ من لوكسمبورغ .

## المسيرة الرياضية مع المنتخبات
مثل فيريل منتخب فرنسا في مسابقة كرة القدم بدورة الألعاب الأولمبية الصيفية 1996 . بينما شارك للمرة الأولى مع منتخب فرنسا في أغسطس 1998 أمام منتخب النمسا وديا وبعدها شارك في 6 مباريات مسجلا هدف واحد حتى لعب مباراته الدولية الثامنة والأخيرة في مواجهة منتخب سلوفينيا في أبريل 2000 .

## روابط خارجية
- توني فيريل على موقع الاتحاد الدولي (مؤرشف)  (الإنجليزية)
- توني فيريل على موقع رابطة كرة القدم الفرنسية للمحترفين (الإنجليزية)
- توني فيريل على موقع إي إس بي إن إف سي (الإنجليزية)
- توني فيريل على موقع قاعدة بيانات كرة القدم.إي يو (الإنجليزية)
- توني فيريل على موقع ليكيب (الفرنسية)
- توني فيريل على موقع ناشيونال فوتبول تيمز (الإنجليزية)
- توني فيريل على موقع Soccerbase.com (لاعب) (الإنجليزية)
- توني فيريل على موقع Soccerway.com (الإنجليزية)
- توني فيريل على موقع كووورة
- توني فيريل على موقع أوليمبيديا (الإنجليزية)